# Charlie Hunter
Charlie Hunter (Rhode Island, 1967. május 23. –) amerikai gitáros, zenekarvezető, zeneszerző.

Külön neki  készített hét- és nyolchúros gitárokon játszik, amelyeken egyszerre játssza a basszuskíséreteret, az akkordokat és dallamot. Hunter technikája Joe Pass és Tuck Andress dzsesszgitárosok megoldásaiban gyökerezik, akik a basszust a dallamokkal oly módon keverték, hogy egyszerre két gitár illúzióját keltsék.

## Pályafutása
Charlie Hunter Rhode Island államban született. Már fiatalon foglalkozott gitárokkal, mert édesanyja azok javításából élt. Vele és húgával több évig éltek  kaliforniában; Berkeleyben telepedtek le.
Hunter a Berkeley High Schoolra járt, és Joe Satriani rockgitárostól tanolt. Tizennyolc éves korában Párizsba költözött. Visszatérve San Franciscoba héthúros gitáron és orgonán játszott Michael Franti rap együttesében. 1992-ben ők voltak a U2 Zoo TV Tour egyik szereplői.
Debütáló albumán a Charlie Hunter Trioval (1993) héthúros gitáron játszott Dave Ellis szaxofonossal és Jay Lane dobossal. A következő albumon a Bing, Bing, Bing! (1995) egy nyolchúros gitáron játszott, amelyet neki Ralph Novak épített. Az 1990-es években a T. J. Kirk együttesben játszott, amely három  zenészről kapta a nevét: Thelonious Monk, James Brown és Rahsaan Roland Kirk. Az együttes két albumot adott ki, majd feloszlott.
Hunter, Stanton Moore és Skerik megalapította a Garage a Trois-t, egy fúziós dzsesszzenekart, Bobby Previte-tal pedig a Groundtruthert. 2007 nyarán trióban turnézott Erik Deutsch billentyűssel és Simon Lott dobossal. Felvették a Mistico (2007) című albumot.
D'Angelo albumán három dalt adott elő, köztük a "The Root"-t (2000). Kijelentette, hogy a dal volt élete legnagyobb kihívása, amelyen valaha dolgozott.
Hunter hangszere a Jeff Traugott által készített héthúros gitár. Korábban a szintén neki gyártott nyolchúros gitáron játszott, amelyet Ralph Novak lantművész készített.
Az Independent Music Awards független művészeket támogató zsűrijének alapító tagja.

## Albumok
- 1993: Charlie Hunter Trio
- 1995: Bing, Bing, Bing!
- 1996: Ready, Set... 1993
- 1995: Bing, Bing, Bing!
- 1996: Ready, Set
- 1997: Natty Dread
- 1998: Return of the Candyman
- 1998: All Kooked Out!
- 1999: Duo
- 1999: Mysteryfunk
- 2000: Voodoo
- 2000: Charlie Hunter
- 2000: Solo Eight
- 2001: Songs from the Analog Playground
- 2003: Emphasizer
- 2003: Right Now Move
- 2003: Come In Red Dog, This is Tango Leader
- 2004: Friends Seen and Unseen
- 2004: Latitude
- 2005: Steady Groovin'
- 2005: Longitude
- 2005: Outre Mer
- 2005: Earth Tones (+ Chinna Smith és Ernest Ranglin)
- 2006: The Coalition of the Willing
- 2006: Live at Tonic (Christian McBride)
- 2006: Copperopolis
- 2006: Continuum (John Mayer)
- 2007: Mistico
- 2007: Altitude
- 2008: Baboon Strength
- 2008: Fade (Tim Collins)
- 2009: Go Home  (Ben Goldberg, Charlie Hunter, Scott Amendola & Ron Miles)
- 2009: Gentlemen, I Neglected To Inform You You Will Not Be Getting Paid
- 2010: Public Domain
- 1997: Natty Dread
- 1998: Return of the Candyman
- 1998: All Kooked Out!
- 1999: Duo
- 1999: Mysteryfunk
- 2000: Voodoo
- 2000: Charlie Hunter
- 2000: Solo Eight-String Guitar
- 2001: Songs from the Analog Playground
- 2003: Emphasizer
- 2003: Right Now Move
- 2003: Come In Red Dog, This is Tango Leader (with Bobby Previte): Ropeadope
- 2004: Friends Seen and Unseen
- 2004: Latitude
- 2005: Steady Groovin'
- 2005: Longitude
- 2005: Outre Mer
- 2005: Earth Tones (Chinna Smith és Ernest Ranglin)
- 2006: The Coalition of the Willing
- 2006: Live at Tonic
- 2006: Copperopolis
- 2006: Continuum (John Mayer)
- 2007: Mistico
- 2007: Altitude
- 2008: Baboon Strength
- 2008: Fade: (Tim Collins, Charlie Hunter & Simon Lott)
- 2009: Go Home (Ben Goldberg, Charlie Hunter, Scott Amendola & Ron Miles)
- 2009: Gentlemen, I Neglected To Inform You You Will Not Be Getting Paid
- 2010: Public Domain